# SV Stockerau
El SV Stockerau es un equipo de fútbol de Austria que milita en la Landesliga, la cuarta liga de fútbol más importante del país.
Fue fundado en el año 1907 en la ciudad de Stockerau con el nombre Stockerauer SV y nunca ha ganado la Bundesliga, pero ha sido campeón de Copa en 1 ocasión, su título más importante actualmente.
A nivel internacional ha participado en 1 torneo continental, la Recopa de Europa de Fútbol de 1991/92, donde fue eliminado en la Ronda Preliminar por el Tottenham de Inglaterra.

## Palmarés
- Copa de Austria: 1

1990/91

## Participación en competiciones de la UEFA
- Recopa de Europa de Fútbol: 1 aparición

1992 - Ronda Preliminar

### Récord europeo
| Temporada | Torneo                | Ronda      | País       | Club      | Casa | Visita | Global |
| --------- | --------------------- | ---------- | ---------- | --------- | ---- | ------ | ------ |
| 1991/92   | UEFA Cup Winners' Cup | Preliminar | Inglaterra | Tottenham | 0–1  | 0–1    | 0–2    |

## Jugadores

### Jugadores destacados
- Marcus Pürk

## Entrenadores
| - Karl Adamek (1970) - Robert Dienst (1972-1974) - Johann Löser (1974) - Alfred Günthner (1974-1975) - Robert Dienst (1975-1977) - Rudolf Hanbauer (1978-1979) - Robert Dienst (1979-1982) - Günter Kaltenbrunner (1982-1984) - Christian Fingerhut (1984-1985) - Rudolf Hanbauer (1986-1988) - Rudolf Flögel (1988-1990) - Willy Kreuz (1990-1992) - Peter Barthold (1993-1995) - Josef Auer (1995) - Bohdan Masztaler (1995-1999) - Willy Kreuz (1999-2001) | - Gustav Thaler (2001-2002) - Ewald Jenisch (2002-2006) - Wolfgang Geyer (2006) - Gerald Supper (2007) - Christian Keglevits (2007-2008) - Peter Lackner (2008-2009) - Ewald Jenisch (2009-2011) - Zeljko Ristic (2011) - Gustav Thaler (2011) - Attila Sekerlioglu (2011-2012) - Markus Bachmayer (2012-2015) - Kristian Fitzbauer (2015-2017) - Patrick Jenisch (2017-2018) - Michael Gössinger (2018-2020) - Thomas Slawik (2020-Act.) |